# Aurivilliola difformis
Aurivilliola difformis is een hooiwagen uit de familie Sclerosomatidae. De wetenschappelijke naam van Aurivilliola difformis gaat terug op Roewer.